# Seznam filipinskih kardinalov
Seznam filipinskih kardinalov.

## A
- Jose Fuerte Advincula

## B
- Orlando Beltran Quevedo

## D
- Pablo Virgilio Siongco David

## J
- José Tomás Sánchez
- Julio Rosales y Ras

## R
- Gaudencio Borbon Rosales

## S
- (José Serofia Palma-ni postal kardinal)
- Jaime Lachica Sin

## T
- Luis Antonio Gokim Tagle

## V
- Ricardo Jamin Vidal